# Cofradía de La Soledad (Úbeda)
La Cofradía de Nuestra Señora de la Soledad y María Magdalena (Sociedad Benéfica de Albañiles) es una hermandad penitencial que desfila en la ciudad de Úbeda el Viernes Santo.

## Historia
Aunque esta Virgen es venerada, según tradiciones y leyendas, desde el siglo xii, es en 1554 cuando se presentan los estatutos de fundación de la cofradía para ser autorizados por el obispo. Así lo constata el Archivo Histórico Municipal, donde aparece un documento escrito en castellano antiguo de fecha de 29 de abril de 1554 y en el que figura como Cofradía de las Angustias y Soledad de Nuestra Señora y Cinco Plagas de Nuestro Señor Redentor Jesucristo.
Nacida como Sociedad Benéfica de Albañiles, es la más antigua de toda la Semana Santa ubetense y una de las más antiguas de Andalucía. En esta época la imagen era venerada en el desaparecido convento de la Merced. Hoy en día su templo es San Millán, situado en el histórico y pintoresco arrabal medieval homónimo, el precursor de la veneración a esta virgen. Su hermano mayor actual es José Manuel Ruiz Jurado.
Es aproximadamente a las 19:15 del Viernes Santo cuando sale de su templo para realizar su estación de penitencia por las calles de la ciudad. Su procesión es una de las más pintorescas y populares de la Semana Santa de Úbeda ya que su único paso —llevado a hombros— sube con celeridad la empinada Cuesta de la Merced: es girado con pasión por los costaleros en la Cruz de Hierro. También lo es por su solemnidad, ya que no va acompañada de banda, se ve constantemente interrumpida por la devoción de los ubetenses que le cantan preciosas saetas. Aproximadamente a las 21:15 la cofradía llega a la plaza Vázquez de Molina desde donde proseguirá su camino junto con el resto de hermandades en la Procesión General.
Será de madrugada cuando La Soledad regrese a su templo del barrio de San Millán. La antiquísima talla de la virgen fue destruida en la guerra civil española. Amadeo Ruiz Olmos es el autor de las imágenes actuales y el trono es obra de la Orfebrería Lucentina.

## Iconografía y trono
- Imágenes de Nuestra Señora de la Soledad y María Magdalena, realizadas en 1943 por Amadeo Ruiz Olmos.

- El trono es obra de Hermanos Angulo Servián, de 1991.

## Sede
Iglesia de San Millán, de Úbeda.

## Traje de estatutos
Túnica de paño negro con bocamangas de balleta blanca y encaje blanco y negro, peto blanco triangular con escudo de la cofradía, cíngulo blanco de tela, terminado en bolas blancas, capucha de paño negro con cuello de gola de encaje blanco y negro, zapatos y guantes negros.

## Itinerario
Iglesia de San Millán, Llana de San Millán, Cuesta de la Merced, Fuente Seca, Fernando Barrios, plaza Gallego Díaz, plaza de Santa Teresa, Montiel, plaza Primero de Mayo, Juan Ruíz González, plaza Vázquez de Molina, donde espera para incorporarse a la Magna Procesión General.

## Marchas
- «Stabat Mater», anónimo del siglo xix.

- «Soledad» (2004), de Gervasio Gámez.

- «María Magdalena» (2005), de Gabriel Barbero de la Blanca y David Barbero Consuegra.